# L42A1狙擊步槍
L42A1是一款由恩菲爾德皇家輕兵器工廠所設計和生產、1970年起獲英國陸軍、皇家海軍陸戰隊和皇家空軍團所採用以後隨即投入服役的栓動式狙擊步槍，直到1985年，該步槍被精密國際PM狙擊步槍（英軍命名為L96）所取代。發射7.62×51毫米北約口徑制式步枪子彈。
L42A1是利用詹姆斯·巴黎·李為英國陸軍而設計的後鎖式槍機的、長久而卓越的李氏栓動式步槍系列中的最後一款型號，最初在1888年取代李-梅特福德步槍以後服役。在英國陸軍服役期間，L42A1投身於多場戰爭、衝突，包括阿曼的佐法尔叛乱、北爱尔兰问题、福克蘭群島戰爭和海湾战争當中。

## 研發歷史
L42A1是二戰時期的李-恩菲爾德No. 4 Mk 1(T)和No. 4 Mk 1*(T)英國狙擊步槍從.303英式口徑轉換為7.62×51毫米北約口徑以後的版本；它倆由1957年、7.62毫米口徑的FN FAL衍生型L1A1 SLR取代李-恩菲爾德No. 4成為下一代標準制式步槍以後已經使用了一段時間。它與其他戰後基於No. 4的衍生型號不同之處在於，扳機與No. 4 Mk 1和1*一樣保持在扳機護環以內鉸接，而非與其後的No. 4 Mk 2、Mk I/2和Mk I/3那些.303英式口徑和其他轉換為7.62×51毫米北約口徑那麼樣的懸掛在機匣以上。1970年至1971年，轉換計劃在恩菲爾德皇家輕兵器工廠進行。大約1,080枝步槍被改裝。

## 設計細節
L42A1裝有一根新型的錘鍛製重型7.62×51毫米北約口徑槍管，以4條、右旋膛線取代.303英式口徑所使用的5槽、左旋的恩菲爾德型膛線。加重型槍管為自由浮動式，這意味著L42A1與No. 4 Mk 1(T)的情況一樣，槍管不與木製前護木有所接觸（以護木支撑槍管），從而使得所要求的精確度標準可以實現。因此該槍的木製前護木經過修改，縮短了1⁄2英寸、而縮短以後的前端剛好是中段金屬帶，而且裝上了新設計的上護木。No. 32 3.5倍望遠式瞄準具亦經過翻新，海拔調整手輪以上的彈墜補助（英語：Bullet Drop Compensation，簡稱：BDC）亦修改符合為7.62×51毫米北約口徑彈藥的彈道特性，以50公尺（54.68碼，164.04英尺）的增量直到1,000公尺（1,093.61碼，3,280.84英尺，0.62英里）。經過修改以後的版本更名為“L1A1直視瞄準鏡”（英語：Telescope, Straight Sighting, L1A1）。該槍亦裝上了適配於7.62×51毫米北約口徑彈藥的新型可拆卸式彈匣；該彈匣比.303英式更接近方形。位於彈匣給彈唇後左側邊緣以上的硬化凸起物亦可用作拋殼挺，儘管.303英式口徑的拋殼螺釘仍保持原位。後托與其擰緊式頰板托腮板（英語：Cheekpiece）獲得保留，然而槍托臂以上的瞄準鏡數字編號被“Ｘ”抺消掉，並且加上了新的編號。機匣左側的標記亦被抺消掉，而且以加上了可反映新步槍的命名和膛室的新印記。有時可在步槍下方可見原來的印記的一部分。最後還為L42A1生產了一個新型而更大的運輸用途槍箱。

## 衍生型

### L39A1
L39A1是為軍事全口徑射擊隊生產的瞄準衍生型。它與L42A1類似，不同之處在於它裝上了帕克黑爾隧道式瞄準準星和可微米調節式照門以代替望遠式瞄準鏡，而且槍托以上具有彎曲的手槍握把，類似於No.8 .22步槍以上所使用的槍托。由於彈匣無需裝彈，L39A1裝有.303英式的彈匣，而托彈板僅用作單發的上彈平台。槍管是與L42A1相同的錘鍛製，重型7.62×51毫米北約口徑版本。

### 恩菲爾德強制者
恩菲爾德強制者（英語：Enfield Enforcer）是1970年代早期獲英國各支警察部隊所使用的警用特定衍生型狙擊步槍。它類似於L39A1，只是後托款式較短。配備了高品質的東德製Pecar Berlin望遠式瞄準鏡。瞄準鏡架為商業型佈局；它倆與L42A1以上所使用的No. 4 Mk 1（T）型擰緊式鏡座有所不同。強制者的瞄準式瞄準具與L39A1上所使用的相似，而後者的瞄準具也適用於前者以上。裝上了7.62×51毫米北約口徑型彈匣，共生產了767枝。

### 恩菲爾德特使
恩菲爾德特使（英語：Enfield Envoy）與L39A1相似，但為了在民用市場上出售而作出了更高標準外部表面處理。它裝有橫截面更為寛闊的前護木和更為運動風格的後托。

## 外部連結
- （英文）—Modern Firearms—Enfield L39A1, L42A1 and Enforcer （页面存档备份，存于）
- （英文）—U.K. L42A1 Sniper Rifle
- （英文）—Illustrated Parts Catalogue for rifle L39A1, L42A1 with accessories/ancillaries and Telescope, Straight Sighting, L11A1 （页面存档备份，存于）
- （简体中文）—D Boy Gun World（槍炮世界）—L42A1狙击步枪 （页面存档备份，存于）